# ファットフィンガーシンドローム
ファットフィンガーシンドローム（英: fat-finger syndrome）は、株式などの金融取引で、電子取引の注文の誤入力によって、多大な損害を被ること。取引金額が大きければ、国際的な金融取引システムの混乱につながる。

## 概要
「ファットフィンガー」とは太い指の意味。欧米人の指が太く、電子取引に使われるコンピュータ端末のキーボードを打つときに、押すつもりのなかったキーを押してしまうことから名付けられた。
巨額な取引を行っているのは証券会社が主なので、巨大な損害を被るのは誤発注をした証券会社であり、巨額な利益を得るのも他の証券会社である。しかし、現物が存在しない金融商品（株式など）の売買が成立してしまうので、金融取引システムそのものについて大きな混乱が発生する。

## 巨額誤発注の例
- 1992年3月 ソロモンブラザーズ証券（現シティグループ） - ニューヨーク証券取引所（ウォール街）
- 2001年5月 リーマンブラザーズ証券 - ロンドン証券取引所（シティ）
- 2001年11月  UBS証券 -  東京証券取引所（当時はUBSウォーバーグ証券、電通株）
- 2001年12月 ドイツ証券 - 東京証券取引所（いすゞ株、ただし売買成立せず被害も無し）
- 2005年12月 みずほ証券 - 東京証券取引所（ジェイコム株）→ジェイコム株大量誤発注事件
- 2006年6月 立花証券 - 東京証券取引所（アドウェイズ株）